# Григориос Папафлесас
Григориос Папафлесас (на гръцки: Γρηγόριος Παπαφλεσσας), познат и с псевдонима Дикеос (на гръцки: Δικαιος; (1788 – 1825), е гръцки политически и военен деец от началото на XIX век, национален герой на гръцкия народ.
Той е православен свещеник, архимандрит. През януари 1821 година като член на тайната революционна организация Филики Етерия работи в Морея по подготовката на въстание срещу османците. От началото на гръцкото въстание е един от ръководителите и участва лично в много сражения с турците.
На Общогръцкото национално събрание в Астрос през 1823 г. е избран за министър на вътрешните работи. Член на правителството на Георг Кондуриотис през 1824 г – министър на вътрешните работи и полицията. Въпреки това продължава да оглавява бойни отряди на гърците. Именно като командир на такъв отряд, опитващ се да окаже съпротива на армията на дебаркиралия в Морея Ибрахим паша притекъл се на помощ на османците, загива в битката при Манияки, село в Месения.
Псевдонимът Дикеос, с който е известен във „Филики Етерия“, е даден на няколко кораба от гръцкия военноморски флот.